# Iridopsis nigraria
Iridopsis nigraria är en fjärilsart som beskrevs av Jones 1921. Iridopsis nigraria ingår i släktet Iridopsis och familjen mätare. Inga underarter finns listade i Catalogue of Life.